# Seul en son genre ?
Seul en son genre ? (titre original : Any More at Home Like You ?) est une nouvelle humoristique de science-fiction de Chad Oliver.

## Parutions
- Parutions aux États-Unis

La nouvelle est parue initialement aux États-Unis dans Star Science Fiction Stories no 3 en janvier 1955.
- Parutions en France

La nouvelle a été publiée en France en 1974 dans l'anthologie Histoires d'extraterrestres (rééditions en 1976, 1978, 1984 et 1986).
- Parution en Allemagne

La nouvelle a été publiée en Allemagne en 1976 sous le titre Gibt es noch mehr von Ihrer Sorte ?.

## Résumé
Un vaisseau spatial se pose sur la Terre. Un extraterrestre en sort. Peu après, il est repéré et interpellé. La presse s'empare de l'événement : qui est-il ? d'où vient-il ? est-il seul ? quel est son but ? est-il un ambassadeur, un éclaireur, un espion, un saboteur ? 
Sommé de s'expliquer, l'extraterrestre, qui a la forme humanoïde et qu'on appelle Keith par commodité, rencontre le président des États-Unis, puis va faire un discours à la tribune de l'ONU. Il explique qu'il est une sorte d'éclaireur, venu saluer les peuples de la Terre, et qu'il est venu en paix. Il délivre un message simple : les Terriens doivent poursuivre leurs efforts pour faire régner entre eux la paix et la prospérité, et un jour ils pourront peut-être rejoindre la Civilisation galactique. Il est ovationné et porté en triomphe. 
Quelque temps après, Keith s'échappe de l’endroit où il pouvait se reposer et rejoint en secret l'Université de Los Angeles. Il y rencontre le Pr Coles, qui le reconnaît malgré son déguisement. Keith lui révèle qu'en réalité il était venu sur Terre de sa propre initiative et qu'il n'était pas envoyé par la « Civilisation galactique » évoquée à l'ONU ; d'ailleurs cette civilisation galactique n'existe pas. Son vaisseau spatial est tombé en panne en arrivant sur Terre, et ce qu'il voulait éviter (la rencontre officielle avec des Humains) s'est produit. En fait, il est un étudiant en linguistique qui fait sa thèse sur Les flexions vocaliques depuis le vieil anglais jusqu'à l'époque contemporaine : ses collègues avaient, environ mille ans auparavant, prédit « un déplacement des voyelles longues vers le haut et leur répartition en diphtongues », et il est venu sur Terre pour vérifier cette extrapolation. Il s'est fait passer pour le représentant de la Civilisation galactique parce que c'était le rôle qu'on attendait de lui (« À Rome, comporte-toi comme un Romain »). 
Fort amusé, Coles l'aide en lui fournissant des ouvrages de linguistique, et l'accompagne à l’endroit où un vaisseau de secours doit récupérer Keith en secret.